# Домашевич, Владимир Максимович
Владимир Максимович Домашевич (17 февраля 1928, д. Водятина, Брестская область, Польша — 30 апреля 2014, Минск, Беларусь) — белорусский писатель, прозаик, Заслуженный работник культуры Республики Беларусь (1992), лауреат Литературной премии имени И. Мележа (1992). Член Союза писателей СССР.

## Биография
Родился 17 февраля 1928 в д. Водятина, Ляховичский район Брестской области, в крестьянской семье.
В 1953 окончил филологический факультет Белорусского государственного университета.
Работал в белорусских издательствах «Народная асвета», «Беларусь» (1953—1967), на белорусском радио (1965), литературным работником в журнале «Полымя» (1967—1972), зав. отделом прозы журнала «Маладосць» (1973—1977), редактором издательства «Мастацкая літаратура» (1977). С 1978 по 1988 годы заведовал отделом прозы журнала «Маладосць».
Член Союза писателей СССР с 1962.
Указом Президиума Верховного Совета Республики Беларусь от 2 сентября 1992 г. № 1805-XII Домашевичу присвоено почётное звание «Заслуженный работник культуры Республики Беларусь».
С 12 по 29 февраля 2008 года в Доме литераторов, Минск, прошла выставка «ЧЕЛОВЕК. ПИСАТЕЛЬ. НАСТАВНИК», посвящённая 80-летию Владимира Максимовича Домашевича.

## Творчество
В 1958 опубликовал своё первое художественное произведение, повесть «Третий лишний», в журнале «Маладосць». Его творчеству присуще сочетание философского осмысления бытия с социально-психологическим анализом характеров, ситуаций и конфликтов.
Изданния произведений:
- Заклінаю ад кулі [Заклинаю от пули] : Апавяданні. — Мінск : Дзяржвыд БССР.Рэд.маст.літ., 1960. — 174 с. (переиздание вышло в 1988 году);
- Між двух агнеў [Меж двух огней] : Апавяданні і аповесць. — [Мінск] : [Дзяржвыд БССР], [1963]. — 239 с.
- Абуджэнне [Пробуждение]: Аповесці і апавяданні. — Мінск : Беларусь, 1968. — 335 с.
- Порахам пахла зямля [Порохом пахла земля]: Аповесць-хроніка. — Мінск : Маст.літ., 1975. — 366 с.
- «Чтоб родила земля» очерк (1972, бел. «Каб радзіла зямля»);
- Выбранае [Избранное]: Аповесці і апавяданні. — Мінск : Маст.літ., 1977. — 367 с.,1 л.партр. — (Бібліятэка беларускай прозы).
- У лабірынце вуліц [В лабиринте улиц] : Аповесці і апавяданні. — Мінск : Маст.літ., 1979. — 283 с.
- «Каждый четвёртый» повесть (1983, бел. «Кожны чацвёрты»; журнальный вариант в журнале «Маладосць»; отдельным изданием вышла в 1991 году);
- Дамашэвіч У. М., Сазановіч У. П. Першым заўседы цяжка [Первым всегда тяжело] : Дакум.аповесць:Для сярэд.і ст.шк.узросту. — Мінск : Юнацтва, 1986. — 95 с. — (З арлінага племені)
- Выбраныя творы [Избранные произведения] : Аповесці.Апавяданні. — Мінск : Маст.літ., 1988. — 502 с.
- Камень з гары [Камень с горы] : Раман. — Мінск : Маст.літ., 1990. — 334 с.

Произведения, напечатанные в периодических изданиях:
- «Третий лишний» повесть, в журнале «Маладосць» (1958, бел. «Трэці лішні»);
- «Не проспи свою долю» роман, в журнале (1993, бел. «Не праспі сваю долю»);
- «Лишнее дитя, или Амплитуда желаний» повесть, в журнале «Маладосць» (1998, бел. «Лішняе дзіця, або Амплітуда жаданняў»);
- «Крайняя овечка» рассказ, в журнале «Полымя» (2004, бел. «Крайняя авечка»);
- «Доля — пустоцвет» повесть, в журнале «Маладосць» (2004, бел. «Доля — пустацвет»);
- «На границе терпения», в журнале «Полымя» (2007, бел. «На мяжы цярпення»);
- «Дневниковые записи» повесть, в журнале «Маладосць» (2007, бел. «Дзённікавыя нататкі»).

Домашевич также выступает как редактор и переводчик с русского, польского, азербайджанского, армянского и других языков. Среди его переводов с польского языка — роман Е. Путраманта «Верасень», переведенный вместе с Я. Миско.
Также переводятся и его произведения на другие языки, в частности на русский. Его произведения, изданные на русском языке — Т. Горбачевой, Г. Шеренгович, Л. Соловья, М. Горбачева, П. Кобзаревского, Н. Круговых и других.

## Семья
Супруга — Менделеева. Её первый супруг — правнук знаменитого российского учёного химика Д. И. Менделеева. Её внучка, Кристина Менделеева (р. 16.08.1977) — «Рок-Княжна '97», бывшая вокалистка белорусской рок-группы «Hasta La Fillsta»; сегодня проживает в Бельгии, занимается кинематографией и уже сняла свой дебютный фильм.